# Земляничненское сельское поселение (Крым)
Земляничненское се́льское поселе́ние (укр. Земляничненське сільське́ посе́лення, крымскотат. Орталан кой юрту, Ortalan köy yurtu) — муниципальное образование в Белогорском районе Республики Крым России.
Административный центр — село Земляничное.

## География
Расположено в юго-восточной части Белогорского района, в верховьях реки Мокрый Индол с притоками во Внутренней гряде Крымских гор. 
На территории сельского поселения расположен Топловский монастырь.

## Население
| 2001  | 2014  | 2015  | 2016  | 2017  | 2018  | 2019  |
| ----- | ----- | ----- | ----- | ----- | ----- | ----- |
| 1443  | ↘1318 | ↗1319 | ↗1324 | ↘1319 | ↗1320 | ↘1319 |
| 2020  | 2021  |       |       |       |       |       |
| ↘1301 | ↘1240 |       |       |       |       |       |

## Состав
В состав сельского поселения входят 7 населённых пунктов:
| № | Населённый пункт | Тип населённого пункта       | Население |
| - | ---------------- | ---------------------------- | --------- |
| 1 | Земляничное      | село, административный центр | ↘660      |
| 2 | Еленовка         | село                         | ↘19       |
| 3 | Опытное          | село                         | ↘64       |
| 4 | Радостное        | село                         | ↗95       |
| 5 | Родники          | село                         | ↘39       |
| 6 | Синекаменка      | село                         | ↘340      |
| 7 | Учебное          | село                         | ↗101      |

## История
В советское время был образован Земляничненский сельский совет.
Статус и границы Земляничненского сельского поселения установлены Законом Республики Крым от 5 июня 2014 года № 15-ЗРК «Об установлении границ муниципальных образований и статусе муниципальных образований в Республике Крым».